# Orthostixis cinerea
Orthostixis cinerea là một loài bướm đêm trong họ Geometridae.